# 정지훈 (2007년)
정지훈(2007년 5월 31일 ~ )은 대한민국의 배우이자 모델이다.  

## 출연 작품

### 연기 활동

#### 영화
- 2015년 《미쓰 와이프》 ... 김하루 역
- 2016년 《시선 사이》 ... 어린 백우민 역
- 2016년 《형》 ... 어린 고두영 역
- 2017년 《장산범》 ... 남궁준서 역
- 2017년 《역모: 반란의 시대》 ... 함동석 역
- 2017년 《신과함께: 죄와 벌》 ... 허현동 역
- 2018년 《덕구》 ... 원덕구 역
- 2018년 《신과함께: 인과 연》 ... 허현동 역
- 2018년 《안시성》 ... 다우 역
- 2018년 《완벽한 타인》 ... 어린 고준모 역
- 2019년 《사자》 ... 송호석 역
- 2020년 《이웃사촌》 ... 어린 유대권 역
- 2023년 《멍뭉이》 ... 최상호 역
- 2024년 《루프》 ... 진수 역

#### 드라마
- 2013년 Mnet 금요드라마 《몬스타》 ... 어린 윤설찬 역
- 2014년 SBS 주말특별기획 《엔젤 아이즈》 ... 기진모 역
- 2014년 KBS2 저녁 일일 드라마 《뻐꾸기 둥지》 ... 정진우 역
- 2014년 MBC 월화드라마 《오만과 편견》 ... 한별 역
- 2015년 MBC 일일연속극 《딱 너 같은 딸》 ... 강하영 역
- 2016년 tvN 월화드라마 《또 오해영》 ... 어린 박도경 역
- 2016년 네이버TV 웹드라마 《들썩들썩 패밀리》 ... 정나로 역
- 2016년 tvN 금토드라마 《쓸쓸하고 찬란하神 - 도깨비》 ... 고려시대 김신의 어린 신복 / 어린 유덕화 역
- 2017년 tvN 월화드라마 《써클: 이어진 두 세계》 ... 어린 김우진 역
- 2018년 tvN 수목드라마 《마더》 ... 우균 역
- 2018년 tvN 수목드라마 《나의 아저씨》 ... 지석 역
- 2018년 tvN 월화드라마 《백일의 낭군님》 ... 어린 이율 역
- 2018년 JTBC 월화드라마 《일단 뜨겁게 청소하라》 ... 어린 장선결 역
- 2018년 올레 TV 웹드라마 《소울 드라이버》 ... 규호 영혼 역
- 2022년 tvN 웹드라마 《블라인드》 ... 소년11 임성훈 역

### 이외 단발적 연기 활동

#### TV 예능
- 2015년 JTBC 《키즈 돌직구쇼 – 내 나이가 어때서》 ... 고정 출연

#### CF 광고
- 2013년 《휴롬엘에스 휴롬 (with 이영애)》
- 2013년 《한국토요타자동차 RAV4》
- 2013년 《삼성생명 (with 김광규)》
- 2013년 《SK텔레콤 LTE-A》
- 2014년 《롯데푸드 파스퇴르 우유》
- 2014년 《휴롬엘에스 휴롬 (with 이영애)
- 2014년 《서강교육그룹 SLP》
- 2015년 《농심 통밀콘》
- 2015년 《불스원 (with 유준상)》